# Парламентский центр
Парламентский центр — неосуществлённый проект комплекса зданий в мнёвниковской пойме для размещения двух палат Федерального собрания — Государственной думы и Совета Федерации, ныне находящихся в разных зданиях (в бывшем здании Госплана Союза ССР и в административном здании на Большой Дмитровке соответственно).

## История
Идея строительства в Москве парламентского центра обсуждается с 2000-х годов, однако из-за кризиса реализация проекта была отложена. Комплекс должен объединить Государственную думу и Совет Федерации, а также их приёмные, размещённые по разным адресам в центре Москвы. Среди возможных мест размещения центра назывались стадион «Красная Пресня» и территория Военной академии Ракетных войск стратегического назначения имени Петра Великого в Китайгородском проезде. Тогда предполагалось строительство парламентского комплекса в центре Москвы, внутри Садового кольца. Жители Красной Пресни выступили против стройки на стадионе, и этот вариант был отменён. Вариант с Военной академией тоже отпал, так как в этом случае сначала нужно было бы строить новое здание для академии. Эксперты и общественность выступали и против застройки Зарядья, так как это могло бы привести к транспортному коллапсу и принизить значение Кремля как памятника архитектуры.
В 2011 году было высказано предложение о перемещении парламента в Новую Москву. Новый парламентский центр для Федерального собрания России будет построен за МКАД в течение пяти лет, сообщил в пятницу журналистам заместитель руководителя аппарата Госдумы Юрий Шувалов. Политик выступил со своим заявлением после речи президента Дмитрия Медведева на Петербургском международном экономическом форуме. Глава государства предложил создать столичный федеральный округ, расширив границы Москвы, а также вынести за её пределы федеральные госучреждения. Для него было выбрано место в Коммунарке. Однако депутаты не согласились переезжать в Новую Москву, и на создание административно-парламентского центра в Коммунарке не хватило денег.
В 2015 году председатель комиссии ГД по строительству зданий и сооружений, предназначенных для размещения Парламентского центра Владимир Ресин на встрече в «Московском комсомольце» впервые публично назвал вариант размещения, который якобы устроил всех, — хозяйственная зона поймы Нижних Мневников (в стороне от природного парка «Москворецкий»).
В июне 2015 года был проведён закрытый архитектурный конкурс. Парламентский центр был привязан к местности, рядом с ним запланировано размещение объектов инфраструктуры, спортивных площадок и жилья. Сторонники проекта уверяют, что транспортных проблем появление нового парламентского центра вызвать не должно. Автомобилисты смогут воспользоваться Северо-Западной хордой, а для остальных появятся две станции Большой кольцевой линии метро «Карамышевская» и «Мнёвники».
Следующей стадией работ было собственно создание проектов Парламентского центра. Прошел первый этап конкурса и в финал вышли три проекта — от института «Моспроект-2» под управлением Михаила Посохина, «Стройгазкомплекта» (Ланфранко Чирилло) и архбюро «Евгений Герасимов и партнеры». Победитель не был выбран, и было решено провести ещё один конкурс.
В конце октября 2018 года Правительство Российской Федерации приняло решение не строить новый Парламентский центр и не переводить туда Государственную думу и Совет Федерации.
23 декабря 2020 года Президент России Владимир Путин поддержал идею строительства нового здания для Государственной думы. Планируется, что вместо использования средств федерального бюджета строительство будет осуществлено за счёт обмена текущего здания Государственной думы на Охотном ряду, стоимость которого оценивается в $300-400 млн.